# Paraknoxia
Paraknoxia là một chi thực vật có hoa trong họ Thiến thảo (Rubiaceae).

## Loài
Chi Paraknoxia gồm các loài: